# Dmitriy Mikhaylovich, Đại vương công Tver

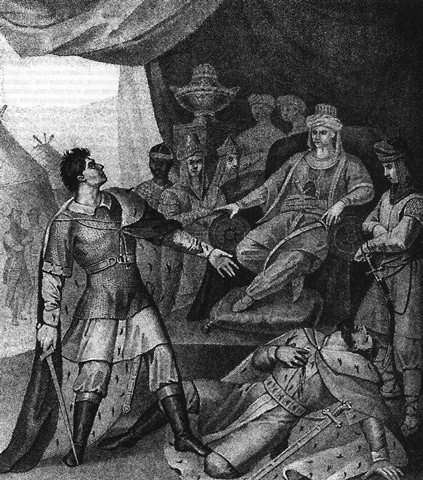
Dmitri trả thù cho cái chêt của cha mình tại ordo (palace) của Uzbeg Khan, giết chết Yury.

Dmitri Mikhaylovich của Tver (tiếng Nga: Дмитрий Михайлович Тверcкой) (1299 - 15 tháng 9 năm 1326), là Đại công xứ Vladimir (từ 1322 - 1326) đồng thời là Đại công của Tver (1318 - 1326). Ông là con của Mikhail của Tver và Anna của Kashin

## Trị vì
Kế vị cha là Đại công Mikhail, Đại vương công xứ Tver từ năm 1318, Dmitri tiến hành tranh đấu với Đại công Moskwa là Yury III Danilovich để giành quyền thu cống vật của các công quốc khác để nộp cho Khan Kim Trướng. Khi Đại công Moskwa giành được thành công quyền thu cống vật và ông này đích thân mời Khan Kim Trướng là Ozbeg (1313 - 1341) đến vương quốc mình để xác nhận quyền thu cống vật, Dmitri cùng em trai là Aleksandr đã tố chức các trận đánh chống lại quân Moskwa của Iuri. Sau một loạt các chiến thắng, năm 1322 Khan Kim Trướng quyết định giảng hòa bằng cách mời hai vương công Tver và Moskwa đến gặp nhau ở đất của Khan. Lợi dụng Iuri không để ý, Dmitri chuốc thuốc mê cho vương công Moskwa mê man rồi bí mật ký với Khan một văn bản cho phép Tver được quyền thu cống vật. Ông thuyết phục Khan rằng, sở dĩ Iuri phải bị chuốc thuốc mê như thế là vì ông ta (tức Iuri) đã chiếm một phần lớn của cống cho Khan Kim Trướng. Iuri bị Khan triệu tập về thủ đô Sarai để điều tra.
Năm 1325, trong lúc Iuri đang bị điều tra thì Dmitri bất ngờ hạ sát ngay Iuri vào ngày 21/11/1325 và ông (tức Dmitri của Tver) bỏ trốn. Dmitri bị quân Kim Trướng bắt và bị tử hình vào năm 1326. Em trai là Aleksandr I, Đại vương công xứ Tver kế vị